# Langenstein
Langenstein är en ort och kommun  i Österrike. Den ligger i distriktet Perg i förbundslandet Oberösterreich, 140 kilometer väster om huvudstaden Wien. 
Kommunen består av fyra orter (Ortschaften) (inom parentes invånarantal 1 januari 2024):
- Frankenberg (171)
- Gusen (864)
- Langenstein (1 332)
- Stacherlsiedlung (200)